# Петріано
Петріано (італ. Petriano) — муніципалітет в Італії, у регіоні Марке, провінція Пезаро і Урбіно.
Петріано розташоване на відстані близько 220 км на північ від Рима, 70 км на захід від Анкони, 21 км на південний захід від Пезаро, 11 км на північний схід від Урбіно.
Населення — 2841 особа (2014).

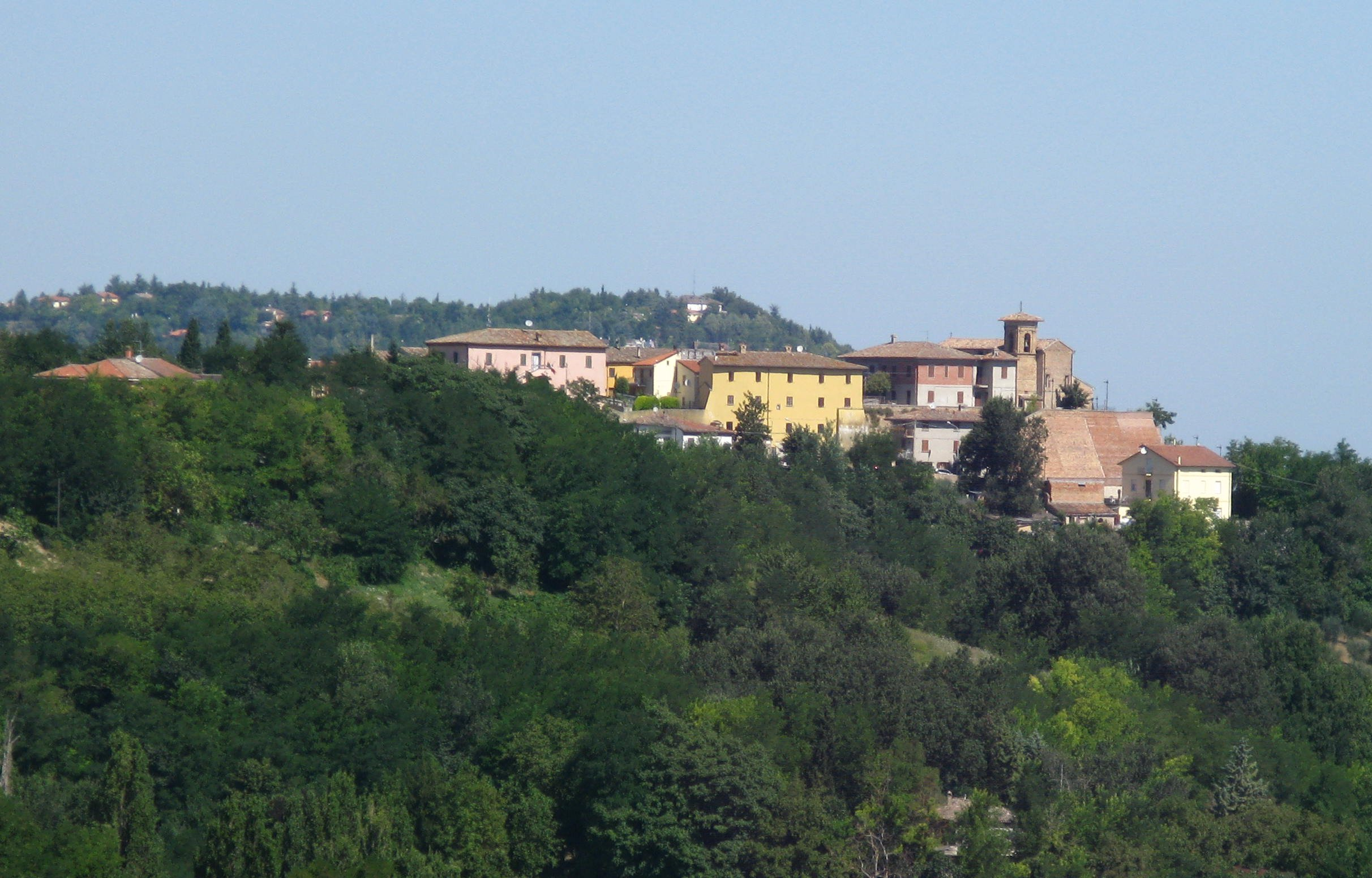
Petriano

Щорічний фестиваль відбувається 11 листопада. Покровитель — святий Мартин.

## Демографія
Населення за роками:

Станом на 1 січня 2023 року в муніципалітеті офіційно проживало 407 іноземців з 32 країн, серед них 47 громадян країн Євросоюзу та 11 громадян України.

## Сусідні муніципалітети
- Валлефолья
- Монтефельчино
- Урбіно